# 川西蓝钟花
川西蓝钟花（学名：Cyananthus dolichosceles）为桔梗科蓝钟花属下的一个种。为中国的特有植物。分布在中国大陆的四川等地，生长于海拔3,500米至4,800米的地区，常生长在林中及山坡草地上。

## 扩展阅读
- 維基物種上的相關：川西蓝钟花